# War of the Worlds (2005)
War of the Worlds is een Amerikaanse sciencefictionfilm uit 2005 van regisseur Steven Spielberg. De film is een bewerking van het originele boek van H.G. Wells. Het is een van de drie verfilmingen van War of the Worlds uit 2005, maar het is de enige van de drie films die in de bioscoop verscheen.

## Verhaal
Deze versie van het verhaal speelt zich af in de Verenigde Staten anno 2005 en verhaalt de buitenaardse invasie van de aarde, gezien vanuit het standpunt van een Amerikaans gezin. Net als in de roman begint de film met een verteller die uitlegt hoe de mensheid in de gaten wordt gehouden door een buitenaards ras zoals microben die bestudeerd worden in een druppel water, en hoe de aliens van plan zijn de Aarde over te nemen.
De film begint in Brooklyn met havenmedewerker Ray Ferrier. Hij is gescheiden en heeft communicatieproblemen met zijn twee kinderen Rachel, 9 jaar, en Robbie, 21 jaar oud. Zijn beide kinderen komen bij hem logeren terwijl zijn ex-vrouw, Mary Anne, en haar nieuwe man Tim haar ouders bezoeken in Boston.
Later die dag ontstaan er vreemde wolkenformaties en slaat meerdere malen op dezelfde plaats de bliksem in. Wanneer Ray in de stad een kijkje gaat nemen, kruipt er ineens een gigantische driepotige machine uit de grond, op de plek waar zopas de bliksem heeft ingeslagen. Dit onderaards begraven ruimtetuig of ook wel driepoot genoemd begint alles om zich heen te verwoesten met een gevaarlijke Heat-ray en vernietigt alles op zijn weg. Ray kan nog maar ternauwernood ontsnappen. Hij haast zich terug naar huis en probeert met zijn kinderen te ontsnappen aan de aanval.
Al snel blijkt hetzelfde voorval zich wereldwijd voor te doen. Overal duiken de mysterieuze, buitenaardse oorlogsmachines op waar de dag daarvoor de bliksem heeft ingeslagen. Zelfs het leger kan de geavanceerde driepoot niet tegenhouden. Ray en zijn kinderen willen Boston bereiken, maar raken hun auto kwijt wanneer deze wordt gestolen.
Robbie is het vluchten op een gegeven moment zat en wil meevechten met het leger. Ray kan hem niet tegenhouden en reist met enkel Rachel verder. De twee zoeken een schuilplaats in een kelder waar ook een man, Ogilvy genaamd, verschanst zit. Vlak naast het huis hebben zich aliens gevestigd. Ray en Ogilvy zien met eigen ogen hoe de aliens zich voeden met menselijk bloed. Dit drijft Ogilvy tot waanzin en hij begint zo een bedreiging te vormen voor de veiligheid van Rachel en Ray. Ray is daarom uiteindelijk gedwongen hem te vermoorden.
Ray en Rachel worden uiteindelijk zelf gevangen door een driepoot met een groep andere mensen, maar ze kunnen ontkomen wanneer Ray een aantal handgranaten de driepoot ingooit en zo het gevaarte opblaast. Wanneer ze in Boston arriveren, zien ze dat overal de aliens beginnen te sterven. Ray en Rachel bereiken het huis van Mary’s ouders. Daar treffen ze zowel Mary Anne als Robbie aan.
De film sluit af met de stem van de verteller, die vertelt hoe de aliens geen weerstand hadden tegen aardse bacteriën. Dat is hen fataal geworden.

## Rolverdeling
| Acteur            | Personage              |
| ----------------- | ---------------------- |
| Hoofdrollen       |                        |
| Tom Cruise        | Ray Ferrier            |
| Dakota Fanning    | Rachel Ferrier         |
| Justin Chatwin    | Robbie Ferrier         |
| Miranda Otto      | Mary Ann               |
| Tim Robbins       | Harlan Ogilvy          |
| Morgan Freeman    | verteller              |
| Bijrollen         |                        |
| Rick Gonzalez     | Vincent                |
| Yul Vazquez       | Julio                  |
| Lenny Venito      | Manny the Mechanic     |
| Lisa Ann Walter   | barvrouw               |
| Ann Robinson      | grootmoeder            |
| Gene Barry        | grootvader             |
| David Alan Basche | Tim                    |
| Roz Abrams        | Roz Abrams             |
| Michael Brownlee  | tv-verslaggever, Osaka |
| Camillia Sanes    | nieuwsproducent        |
| Ty Simpkins       | driejarig jongetje     |

## Achtergrond

### Verhaal
De film gebruikt niet alleen elementen uit H.G. Wells' roman, maar ook uit het hoorspel uit 1938 en de film uit 1953.
Net als in de originele roman wordt het verhaal verteld vanuit het perspectief van een paar burgers die midden in het geweld belanden. Maar in plaats van een enkele journalist wilde Spielberg het verhaal tonen door de ogen van een “Amerikaanse familie”. Net als in het hoorspel begint de invasie van de aliens in New Jersey.

### Budget
In augustus 2004 maakte de Internet Movie Database bekend dat de film tot een van de duurste films ooit was uitgegroeid. De film zou zelfs het budget van 198 miljoen dollar van Titanic overtreffen. Dit bleek later een foute inschatting. The New York Times, die door de IMDb als bron was gebruikt, publiceerde een paar dagen later het juiste bedrag: 128 miljoen dollar. Dit budget ging later alsnog wat omhoog tot het uiteindelijke bedrag van 132 miljoen.

### Tijdlijn
- uitgebracht op 28 juni 2005
- in de Nederlandse bioscoop op 29 juni 2005
- uitgebracht op video/dvd op 15 november 2005

### Reacties
De film werd over het algemeen goed ontvangen. Op Rotten Tomatoes behaalde de film een score van 73%. Over het algemeen werd de film geprezen voor zijn special effects en de regie van Spielberg. Negatieve punten waren echter de gaten in de logica en in de verhaallijn. Sommige recensenten, zoals Glenn Whip (LA Daily News) en Bruce Westbrook (Houston Chronicle) vonden de film een meesterwerk. Anderen, zoals Roger Ebert, vonden de film duidelijk minder goed.
De film kreeg ook kritiek te verduren van literatuurkenners die vonden dat de film niets meer te maken had met de oorspronkelijke roman.
De opbrengst van de film was wel hoog. Op 22 november 2005 had de film in de Verenigde Staten 234,3 miljoen dollar opgebracht, en daarbuiten 357,1 miljoen, wat neerkomt op een totaalbedrag van 591,4 miljoen dollar. Daarmee was de film de op drie na succesvolste film van 2005. De film was ook Spielbergs grootste succes sinds Saving Private Ryan (1998).

## Prijzen en nominaties
2006 Academy Awards
Drie nominaties:
- Beste geluid.
- Beste geluidseffecten
- Beste Visuele Effecten.

Central Ohio Film Critics
- Beste Geluidsontwerp

M.P.S.E. Golden Reel Awards
- Beste Geluidseffecten in een film - Sound Effects & Foley

2005 Visual Effects Society Awards
Drie gewonnen:
- Beste visuele effecten van het jaar.
- Beste modellen en miniaturen in een film.
- Beste compositie in een film

2005 Golden Raspberry Award Awards
Eén nominatie:
- Beste acteur, Tom Cruise

## Trivia

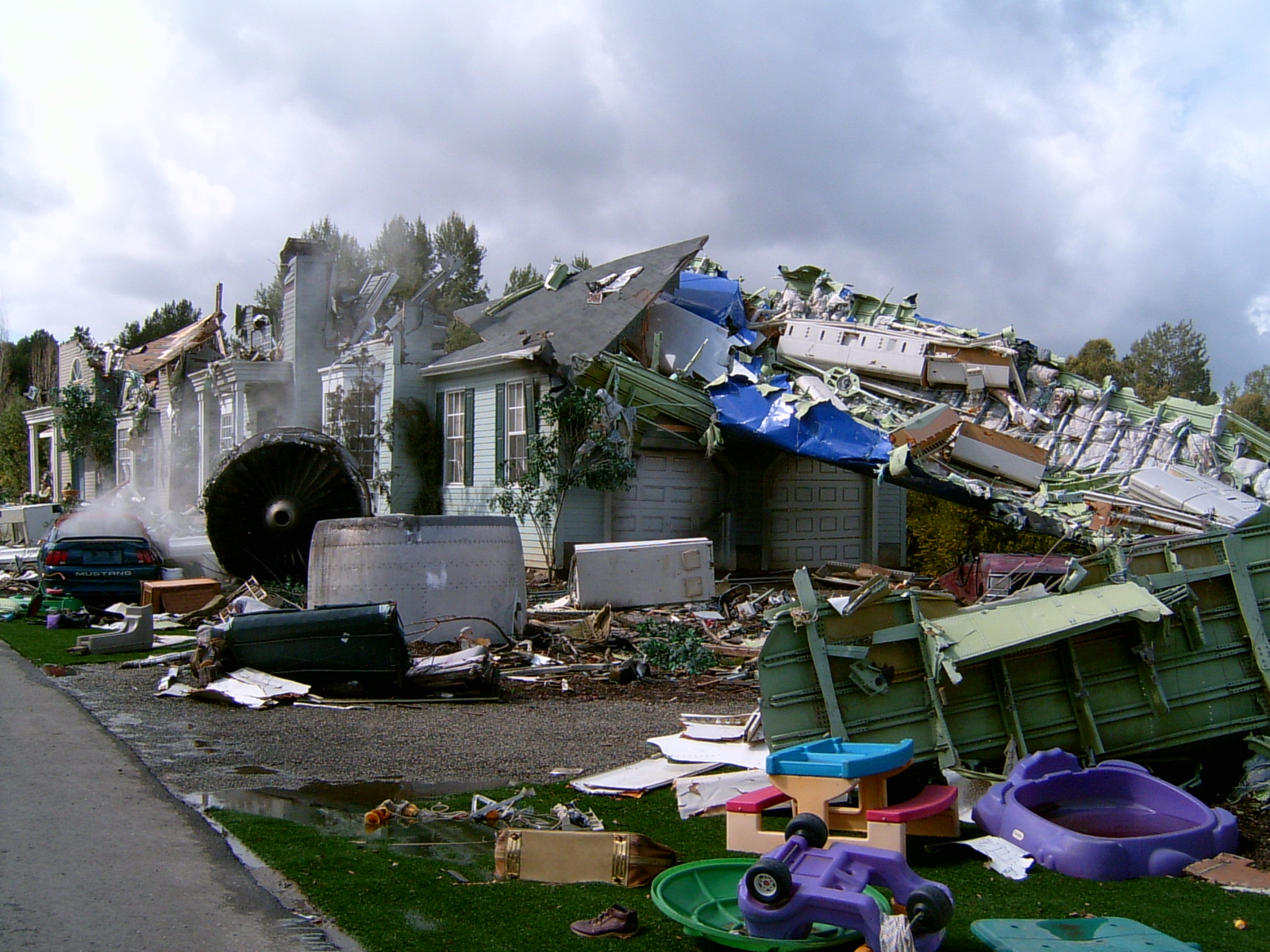
Filmset van het vliegtuigongeluk.

- Voor de scène van het neergestorte vliegtuig werd een Boeing 747 van All Nippon Airways gebruikt. De set bleef na het filmen intact en werd ook gebruikt door fotograaf David LaChapelle als locatie voor modefoto's.
- De staart van het vliegtuig werd grijs overgeschilderd omdat aanvankelijk de kleuren en het logo van een echt bestaande vliegmaatschappij erop stonden. Dit zorgde voor verwarring bij overvliegende piloten.
- De film was een coproductie van Paramount Pictures en DreamWorks.